# Charter van Quaregnon
In België verliepen de verkiezingen van 1894 voor het eerst volgens het stelsel van het meervoudig kiesrecht. Dit betekende voor de Belgische Werkliedenpartij, dat voor het eerst de arbeiders mochten gaan stemmen en dat het voor de partij, tien jaar na haar stichting, mogelijk werd een aantal vertegenwoordigers naar het parlement te sturen.
Met een doctrinair charter wilde men de kiezers het programma van de socialistische partij presenteren. Uit een veelheid van ideeën puurde de Brusselse jurist Emile Vandervelde de stelling, die werd aangenomen op het Paascongres van de partij, te Quaregnon, op 25-26 maart 1894, als het Charter van Quaregnon.
1. De rijkdommen in het algemeen, en de voortbrengingsmiddelen in het bijzonder, zijn of natuurlijke bestanddelen, of de vrucht van de handen- of de hoofdarbeid der vorige geslachten, zowel als van het huidige geslacht; bijgevolg moeten zij beschouwd worden als het gemeenschappelijk erfgoed van de mensheid.
2. Slechts om reden van maatschappelijk nut en met het doel aan elk menselijk wezen zo veel mogelijk vrijheid en welzijn te verschaffen, kunnen afzonderlijke mensen of groepen het recht hebben over dat erfgoed te beschikken.
3. De verwezenlijking van dit ideaal brengt natuurlijk de verdwijning mee van  het kapitalistisch stelsel, dat de maatschappij in twee noodzakelijk vijandige klassen verdeelt: de ene die zonder werken van de eigendom kan genieten; de andere die verplicht is een deel harer voortbrenging aan de bezittende klasse af te staan.
4. De arbeiders kunnen hun volkomen vrijmaking maar verwachten van de afschaffing der klassen en van een grondige hervorming van de maatschappij. Die hervorming zal niet uitsluitend ten voordele zijn van het proletariaat, maar van de gehele mensheid; daar zij echter strijdig is met de onmiddellijke belangen van de bezittende stand, moet de ontvoogding der arbeiders grotendeels het werk van de arbeiders zelf zijn.
5. Op stoffelijk vlak moeten zij voor doel hebben zich het vrije en kosteloos gebruik van alle voortbrengingsmiddelen te verzekeren. Die uitslag kan maar verkregen worden in een maatschappij waar het gezamenlijk werk meer en meer in de plaats komt van het afzonderlijk werk, dat is, door het collectief of gezamenlijk gebruik der natuurlijke rijkdommen en der voortbrengingsmiddelen
6. De omvorming van het kapitalistisch stelsel in een collectivistisch stelsel moet natuurlijk vergezeld zijn van hiermede samenhangende omvormingen:
  1. op zedelijk gebied, door het ontwikkelen van de naastenliefde en het betrachten van de solidariteit.
  2. op staatkundig gebied, door het omvormen van de staat in een beheer van zaken.
7. Het socialisme moet dus tegelijk de stoffelijke, zedelijke en politieke ontvoogding der arbeiders betrachten. Niettemin moet de stoffelijke omvorming het hoofddoel zijn, want de samentrekking der kapitalen in de handen van enkele klassen maakt de grondslag uit van al de andere vormen zijnder overheersing.

Het Charter van Quaregnon trotseerde, als doctrinaire basistekst voor de Belgische socialisten, de tijd en twee wereldoorlogen. Pas na 1979, toen de Belgische Socialistische Partij (BSP) uiteenviel in een Nederlandstalige SP en een Franstalige PS, werd de ruimte gecreëerd voor nieuwere geëvolueerde teksten.